# Mešno
Mešno é uma comuna checa localizada na região de Plzeň, distrito de Rokycany.